# Лураго-Мариноне
Лураго-Мариноне (итал. Lurago Marinone) — коммуна в Италии, располагается в регионе Ломбардия, подчиняется административному центру Комо.
Население составляет 1971 человек, плотность населения составляет 657 чел./км². Занимает площадь 3 км². Почтовый индекс — 22070. Телефонный код — 031.
Покровителем коммуны почитается святой Георгий, празднование 23 апреля.